# Advance Organizer
Advance Organizer sind pädagogische Hilfsmittel, die die Lücke zwischen dem, was die Lernenden bereits wissen, und dem, was sie wissen müssen, überbrücken. Im Allgemeinen kann der Advance Organizer als relevantes Einführungsmaterial verstanden werden, das zu Beginn einer Unterweisung oder vor neuen Wissensinhalten präsentiert wird. Er dient als effektives Scaffolding für die stabile Aufnahme und das Behalten des neu zu erwerbenden Wissens. Dabei geht es nicht nur um die Aktivierung von Vorwissen, sondern auch um die Auslösung kognitiver und metakognitiver Mechanismen, die sinnvolles Lernen und die Verknüpfung von Vorwissen mit neuem Material erleichtern.
Der Advance Organizer entstand im Zusammenhang mit der Assimilationstheorie des Lernens von David Paul Ausubel und wurde von ihm 1960 in einem Artikel vorgestellt. Die Assimilationstheorie des Lernens hat jedoch im Laufe der Zeit an Bedeutung verloren, nur die Idee des Advance Organizers ist nach wie vor ein relevantes Konzept in der pädagogischen Psychologie. In der deutschen Literatur wird der Advance Organizer auch als Organisationshilfe, Lernlandkarte oder Begriffs-Netz bezeichnet. Der „Advance Organizer“ (ein vorangestellter Organisierer) ist nicht mit dem „Advanced Organizer“ (einem fortgeschrittenen Organisierer) zu verwechseln.

## Kategorien von Advance Organizer
Die Advance Organizer lassen sich grob in zwei Kategorien einteilen: die „expositorischen Organizer“ (Expository organizers) und die „vergleichenden Organizer“ (Comparative organizers). Expositorische Organizer werden für ein neues und völlig unbekanntes Thema oder Material verwendet. Bei diesen liegt das Hauptaugenmerk darauf, dass der Kontext des Themas verdeutlicht wird und dass die neuen Inhalte mit dem Vorwissen in Beziehung gesetzt werden. Vergleichende Organizer werden für Themen oder Materialien verwendet, die den Lernenden nicht unbekannt sind. Ziel ist es damit, die Ähnlichkeiten und Unterschiede zwischen diesem Material und dem bereits bekannten Material aufzuzeigen.
Beispiele für Advance Organizer sind einleitende Absätze, Analogien, Metaphern, Concept-Maps, Videos und Diskussionen in der Gruppe über die kommenden Themen mit vertrauten Begriffen.

### Textbasierte Organizer
Der textbasierte Organizer ist ein Element der Textgestaltung, das dem Leser das Erfassen des Textinhalts erleichtern soll. Er steht am Anfang eines Textes und liefert einen Überblick über den folgenden Inhalt. Er ist aber keine reine Zusammenfassung, sondern mehr ein einleitender Absatz, der den Leser auf die kommenden Inhalte vorbereiten soll. Advance Organizer werden insbesondere in Lehrtexten, wissenschaftlichen Arbeiten sowie Technischen Dokumentationen verwendet. Neben dem Advance Organizer als vorangestellter Erläuterung des Textinhalts erwiesen sich auch Concurrent Organizer (Randbemerkungen/Marginalien) und Post Organizer (Zusammenfassung/Merksatz) als hilfreich für das Textverständnis.

### Grafische Organizer
Grafische Organizer bieten eine visuelle und ganzheitliche Darstellung von Fakten und Konzepten und deren Beziehungen innerhalb eines organisierten Rahmens. Bei diesen geht es darum, den Advance Organizer mit verschiedenen grafischen Techniken und Methoden zu gestalten, um das Erfassen (Lernen) und Behalten des kommenden Lerninhalts zu erleichtern. Für die Gestaltung gibt es verschiedene grafische Methoden, z. B. das Venn-Diagramm, das Fishbone-Diagramm, das Flussdiagramm, die Mindmap (Cluster) oder die Concept-Map (SOCME).
Die Elemente des grafischen Advance Organizers sind Bilder, Grafiken, Diagramme, Visualisierungen, Begriffe, kurze Texte, Strukturen, wichtige Inhalte, Zusammenhänge und Ergebnisse zu einem Thema oder Material. Diese werden übersichtlich und prägnant dargestellt sowie logisch und gut lesbar zusammengefügt (hierfür können die grafischen Methoden genutzt werden). So erhalten die Lernenden bzw. Rezipienten einen ersten Überblick und eine strukturelle und inhaltliche Grundlage, bevor sie sich mit dem neuen Thema auseinandersetzen. Als Scaffolding, Begriffsnetz, Lernlandkarte und Organisationshilfe erleichtert der Advance Organizer die Aufnahme und Verknüpfung von neuen Erkenntnissen und spezifischem Vorwissen während der Themenerschließung. Der Advance Organizer soll die neuen Inhalte in ihrem fachlogischen Zusammenhang darstellen, ohne auf Details einzugehen. Er geht über ein reines Inhaltsverzeichnis hinaus und fördert aktiv Strukturierung und Kohärenz.
Für die Erstellung solcher Advance Organizer formulierte Diethelm Wahl einige Konstruktionsprinzipien:
1. Erstellen einer Expertenstruktur: Es werden ca. 15 bis 20 Begriffe des Fachgebiets bzw. des Lernmaterials durch eine Strukturlegetechnik in einen fachlogischen Zusammenhang gebracht. (Mehr als 40 Begriffe können die Adressaten überfordern.)
2. Problemstellung: Advance Organizer sollen Interesse wecken. Dazu sollte im besten Fall eine interessante und spannende Problemstellung des behandelten Themas gefunden werden. Es können Fragen aufgeworfen, Behauptungen aufgestellt, Paradoxien angeführt werden usw.
3. Mehrfachcodierung: Es sollten „Verständlichmacher“ eingebaut werden. So sollten z. B. zentrale Fachbegriffe in einfachen Worten erklärt und mit Beispielen versehen werden, auch prägnante Geschichten und Episoden können Begriffe verständlich beleuchten. Darüber hinaus ist es sinnvoll, die Inhalte durch Bilder, Grafiken, Diagramme, jeweils in Verbindung mit den zentralen Fachbegriffen und einer farblichen und typografischen Gestaltung verständlicher zu machen. In der Präsentation des Advance Organizers sollten dann vor allem auch die zentralen Begriffe mündlich präsentiert werden.
4. Entwickelnd präsentieren: Der Advance Organizer sollte den Lernenden nach und nach (portionsweise) vorgestellt werden. Es sollte nicht alles sofort gezeigt werden, sondern von einem inhaltlichen Punkt zum nächsten ergänzt und vervollständigt werden. Dies kann über PowerPoint-Animationen geschehen.
5. Nicht zu kurz und nicht zu lange präsentieren: Die Präsentation des Advance Organizers sollte zwischen 5 und 15 Minuten dauern.
6. Verfügbar machen: Der Advance Organizer sollte den Lernenden als Plakat o. Ä. präsentiert und als Handout zur Verfügung gestellt werden.

## Wirkungsweise und Forschung

### Wirkungsweise
Der Advance Organizer soll keine reine Zusammenfassung des folgenden Textes, Lerngegenstands, Videos, der Unterrichtsreihe o. Ä. sein, sondern den Rezipienten darauf vorbereiten, um welche Themen es im Weiteren geht, sie in Beziehung zueinander setzen und relevantes Vorwissen ansprechen. So sollen beim Rezipienten die für das Verständnis relevanten Konzepte im Langzeitgedächtnis aktiviert werden. Diese vorbereitende Maßnahme soll zu einer besseren und effizienteren Verarbeitung des neuen Textes, Lerngegenstands etc. führen. Nach dem Modell der individuellen Voraussetzungen für erfolgreiches Lernen (INVO-Modell) ist das Vorwissen eine solche Voraussetzung. Somit wird durch das vom Advance Organizer aktivierte Vorwissen eine Voraussetzung für erfolgreiches Lernen geschaffen.
Als mögliche Wirkung von Advance Organizer führt Wahl folgende Dinge an: erhöhtes Interesse, gerichtete Aufmerksamkeit, gesteigerte Selbstwirksamkeit, bessere Orientierung der Lernenden und Lehrenden, besseres Behalten, weniger Missverständnisse und besserer Transfer.

### Forschung zu Advance Organizer
Das Konzept des Advance Organizer wurde von Ausubel bereits in den 1960er Jahren anhand der Wirkung von Lehrtexten erforscht. Anhand von Experimenten, in denen das Textverständnis mit und ohne Advance Organizer verglichen wurde, konnte er u. a. die lernförderliche Wirkung von Advance Organizers zeigen. Weitere Studien und Metaanalysen bestätigen die potenziell lernförderliche Wirkung des Advance Organizers. In einer Meta-Meta-Analyse hat John Hattie 12 Metaanalysen zur Wirksamkeit von Advance Organizer zusammengefasst. Insgesamt zeigt diese Analyse einen positiven Effekt des Advance Organizers (Effektstärke d=0,41; Robustheitsindex R=4). Nach Hattie liegt der Effekt aber im Bereich der „red energy practice“, die das Lernen der Schüler potenziell beschleunigen kann. In einer Metaanalyse konnte festgestellt werden, dass nicht schriftliche oder illustrierte Advance Organizer (grafische Organizer) einen höheren Effekt haben und dass Organizer, die an Vorwissen anknüpfen und sich am Lernstoff orientieren, ebenfalls einen höheren Effekt haben.
Dennoch ist auch die Art und Weise, wie der Organizer aufbereitet und präsentiert wird, entscheidend für dessen endgültigen Effekt auf die Lerngruppe. Bezogen auf die Umsetzung muss der Einsatz eines Advance Organizers muss nicht immer gelingen, wenn die Vorgaben o. Ä. (siehe Konstruktionsprinzipien) nicht beachtet werden.

## Beispiel
In einer Anleitung zur Benutzung eines Mobiltelefons könnte zu Anfang des Kapitels „Telefonieren mit dem Mobiltelefon“ ein textlicher Advance Organizer in folgender Form stehen:

„Im folgenden Kapitel werden Ihnen drei Möglichkeiten erklärt, wie Sie Anrufe mit Ihrem Mobiltelefon tätigen können.“

## Einsatz im Bildungskontext
Advance Organizer finden auch im Bildungskontext, d. h. in Schulen, Universitäten etc. Anwendung. Sie dienen dazu, Lernenden etwas beizubringen. Eingesetzt werden sie z. B. vor einzelnen Unterrichtseinheiten und Themenabschnitten, ganzen Unterrichtsreihen, größeren Stoffabschnitten oder selbstorganisierten Lernprozessen. In diesem Fall wird hauptsächlich der grafische Organizer-Typ verwendet. Beide Kategorien, nämlich der expositorische und der vergleichende Organizer, finden hier Anwendung. In diesem Kontext soll ein Advance Organizer nach Wahl einen maximal viertelstündigen Abriss der gesamten Thematik in einer verständlichen, eingängigen, animierenden und vor allem logisch strukturierten Form darstellen.
Der Advance Organizer soll im Bildungskontext einen Überblick über das neue Stoffgebiet geben und an das Vorwissen anknüpfen. Darüber hinaus sollen die neuen Lerninhalte in das bereits vorhandene Wissen eingebettet und das Wesentliche und die Zusammenhänge der Problemstellung erkannt werden. Weitere Ziele sind eine bessere Orientierung für Lernende und Lehrende, ein besseres und längerfristiges Behalten sowie die Fokussierung der Aufmerksamkeit und die Vermeidung von Missverständnissen. Der Organizer stellt dem Schüler bereits vor der ersten unterrichtlichen Behandlung eines größeren Stoffgebiets ein begriffliches Gerüst zur Verfügung, das ihn gedanklich in den folgenden Unterrichtsstunden begleiten soll. Dieses Konzept soll dazu dienen, bei Wissensspeicherung und -einbindung zu helfen. Das Bildmaterial im grafischen Advance Organizer soll den Schülern helfen, sich Begriffe besser vorstellen und konkretisieren zu können.

### Varianten des Einsatzes zu Beginn
Für den Einsatz des Advance Organizers ist es immer wichtig, in welcher Art und Weise er den Lernenden präsentiert wird. Denn es macht einen Unterschied, ob er den Lernenden nur kommentarlos gegeben wird, ob er kurz präsentiert wird oder ob er eingehender vorgestellt wird. Somit ergeben sich verschiedene Varianten, den Advance Organizer in den Unterricht einzubetten und zu präsentieren:
Variante 1 (klassisch): Die Lehrkraft präsentiert den Advance Organizer für alle Schüler sichtbar. Die Lehrkraft erläutert den Schülern die Bestandteile und gibt ihnen einen Überblick. Dabei sind die methodisch-didaktischen Vorgaben für die Umsetzung in den Konstruktionsprinzipien zu beachten. Im Anschluss an die Vorstellung können die Schüler Fragen stellen, wonach dann das neue Thema begonnen wird.
Variante 2: Die drei Schritten dieser Variante sind in der untenstehenden Tabelle kurz dargestellt und darunter textlich näher erläutert.
| Schritt 1 | Vorstellung des Advance Organizers                | Vorstellung des Advance Organizers                | Vorstellung des Advance Organizers                | Vorstellung des Advance Organizers                |
| Schritt 2 | Präsentationen der Lernaufgabe oder des Materials | Präsentationen der Lernaufgabe oder des Materials | Präsentationen der Lernaufgabe oder des Materials | Präsentationen der Lernaufgabe oder des Materials |
| Schritt 3 | Verstärkung der kognitiven Organisation           | Verstärkung der kognitiven Organisation           | Verstärkung der kognitiven Organisation           | Verstärkung der kognitiven Organisation           |

Der erste Schritt besteht darin, die Lernziele der Lektion zu klären. Der Advance Organizer wird vorgestellt (Besonderheiten hervorheben, Beispiele geben, in den Kontext stellen). Relevantes Vorwissen sollte angesprochen werden. Im zweiten Schritt wird die Lernaufgabe bzw. das Material vorgestellt. Ziel ist es, die Aufmerksamkeit der Schüler zu halten, sie zur Bearbeitung des Materials anzuregen. Dabei soll die logisch-organisierte Struktur des Materials verdeutlicht werden und ein Bezug zum Advance Organizer hergestellt werden. Im dritten Schritt soll die kognitive Organisation der Schüler durch verschiedene Techniken gestärkt werden, wie z. B.: die Schüler nach einer Zusammenfassung des Materials fragen, nach Unterschieden im Material fragen, nach der Beziehung des Materials zum Advance Organizer fragen.
Variante 3 (Sandwich): Wahl schlug den Einsatz von Advance Organizer im Unterricht vor allem in „sandwichartiger“ Form vor. Die nachstehende Tabelle zeigt den Ablauf des Vorgehens in dieser sandwichartigen Form.
| Schritt 1 | Die Lernenden sollen sich aktiv mit der kommenden Thematik auseinandersetzen.               | Die Lernenden sollen sich aktiv mit der kommenden Thematik auseinandersetzen.               | Die Lernenden sollen sich aktiv mit der kommenden Thematik auseinandersetzen.               | Die Lernenden sollen sich aktiv mit der kommenden Thematik auseinandersetzen.               |
| Schritt 2 | Präsentation der Lehrperson mit einer Länge von 8 bis 12 Minuten, die mehrfach codiert ist. | Präsentation der Lehrperson mit einer Länge von 8 bis 12 Minuten, die mehrfach codiert ist. | Präsentation der Lehrperson mit einer Länge von 8 bis 12 Minuten, die mehrfach codiert ist. | Präsentation der Lehrperson mit einer Länge von 8 bis 12 Minuten, die mehrfach codiert ist. |
| Schritt 3 | Die Lernenden sollen sich aktiv mit den Inhalten des Advance Organizers auseinandersetzen.  | Die Lernenden sollen sich aktiv mit den Inhalten des Advance Organizers auseinandersetzen.  | Die Lernenden sollen sich aktiv mit den Inhalten des Advance Organizers auseinandersetzen.  | Die Lernenden sollen sich aktiv mit den Inhalten des Advance Organizers auseinandersetzen.  |

Im ersten Schritt sollen die Lernenden anregt werden, über vorhandenes Wissen oder Fähigkeiten in Bezug auf das Thema nachzudenken. Dafür können Methoden wie Sortieraufgabe, Strukturlegetechnik, Murmelphasen, Think-Pair-Share-Aktivitäten, kurze Brainstorming-Sitzungen, Quizspiel usw. verwendet werden. Dieser Schritt sollte etwa 10 bis 30 Minuten dauern (die Dauer kann je nach Größe des Themas variieren). Im zweiten Schritt stellt die Lehrkraft den Advance Organizer nach den methodisch-didaktischen Vorgaben vor. Dabei sollen die Lernenden ein Handout des Advance Organizers vor sich haben. Sie können das Handout mit Pfeilen, Ausrufe- und Fragezeichen sowie unterstrichenen Wörtern usw. kommentieren. Der dritte Schritt soll den Lernenden die Möglichkeit geben, sich vertiefend mit dem Advance Organizer auseinanderzusetzen. Sie sollen aktiv versuchen, Bekanntes mit Neuem zu verknüpfen. Es können hierfür Methoden wie Sortierübung mit Plus- und Minussymbolen (Verstandenes wird mit „+“ und nicht Verstandenes mit „-“ markiert), Partnerinterviews oder Ampelmethode, Netzmethode usw. verwendet werden.

### Advance Organizer im Verlauf des Lernprozesses
Nach dem Einsatz des Advance Organizers zu Beginn eines Themas bzw. einer ganzen Unterrichtsreihe kann dieser weiterhin eingesetzt werden. Der Advance Organizer sollte dafür auch als Poster (Format DIN A0) bereitgestellt werden, zusätzlich zum Handout. Während des Lernprozesses sollte mindestens einmal pro Unterrichtsstunde der Advance Organizer zur Orientierung o. Ä. verwendet werden – Orientierung in Bezug auf das Erfragen, Markieren, Einordnen und Aufzeigen der bereits bearbeiteten oder noch kommenden Teile des Advance Organizers. Aus den jeweiligen Begriffen etc. des Advance Organizers können Lernkarten erstellt werden, mit denen sich die Schüler gegenseitig Inhalte erklären, zuhören und ihren individuellen Wissensstand überprüfen können. Als Test oder Testaufgabe bietet es sich an, die Begriffe des Advance Organizers in ihrer Bedeutung und ihrem Zusammenhang abzufragen.